# 大手駅 (静岡県)
大手駅（おおてえき）は、かつて静岡県藤枝市にあった静岡鉄道駿遠線の駅である。

## 沿革
- 1913年（大正2年）11月16日 当駅 - 藤枝新（後の新藤枝）間開業により設置
- 1925年（大正14年）1月16日 駿河岡部 - 当駅間開業により中間駅となる
- 1936年（昭和11年）6月25日 駿河岡部 - 当駅間廃止により再び終着駅に
- 1964年（昭和39年）9月27日 当駅 - 新藤枝間廃止により廃駅

## 現在の様子
現在大手駅跡は戸田書店藤枝東店と静岡銀行藤枝支店になっている。（その前はしずてつジャストライン（静鉄バス）の藤枝営業所があった。）

## 隣の駅
静岡鉄道
駿遠線
大手駅 - 慶全寺前駅